# Dan Birmingham
Dan Birmingham ist ein Boxtrainer. Er lebt im US-amerikanischen Saint Petersburg, Florida. Der ehemalige IBF-, WBA-, WBO- und WBC-Weltmeister im Halbmittelgewicht Ronald Wright wurde ebenso wie der ehemalige Weltmeister im Supermittelgewicht des Verbandes IBF, Jeff Lacy, ausschließlich von ihm trainiert. 
Seit 2009 trainiert er den aktuellen WBC-Weltmeister und WBA-Superchampion im Weltergewicht, Keith Thurman, der am 4. April 2017 Danny García (33-0-0) seine erste und bisher einzige Niederlage beibrachte.
Zudem war Birmingham der erste Trainer des IBF- und zweifachen WBC-Weltmeisters im Halbschwergewicht, Chad Dawson.

## Auszeichnungen
In den Jahren 2004 und 2005 wurde Birmingham von der BWAA zum Trainer des Jahres gekürt.